# Diadasia ruficruris
Diadasia ruficruris är en biart som först beskrevs av Joseph Vachal 1909.  Diadasia ruficruris ingår i släktet Diadasia och familjen långtungebin. Inga underarter finns listade i Catalogue of Life.